# (19463) Emilystoll
(19463) Emilystoll (1998 HY29) – planetoida z grupy pasa głównego asteroid okrążająca Słońce w ciągu 4,56 lat w średniej odległości 2,75 j.a. Odkryta 20 kwietnia 1998 roku.